# Classe Peresvet
La classe Peresvet  est une classe de cuirassés de la marine impériale russe.
Trois navires seront construits : le Peresvet (Пересвет), l'Osliabia (Ослябя) et le Pobeda (Победа).